# Väinö Tanner
Väinö Tanner (ur. 12 marca 1881 w Helsinkach, zm. 19 kwietnia 1966 tamże) – fiński polityk.
W latach 1926–1927 był premierem Finlandii. W latach 1937–1939 pełnił funkcję ministra finansów. W 1939 roku objął stanowisko ministra spraw zagranicznych, a w 1940 (po fińsko-radzieckiej wojnie zimowej) został ministrem handlu. W latach 1942–1944 ponownie był ministrem finansów.
Po II wojnie, pod wpływem radzieckim, został aresztowany i skazany. Po odbyciu kary wrócił do życia publicznego.